# Mário Heringer
Mário Lúcio Heringer (Manhumirim, 30 de setembro de 1954) é um médico e político brasileiro, filiado ao PDT. Heringer é deputado federal por Minas Gerais (2003–2026). Em fevereiro de 2025, foi aclamado líder da bancada de seu partido, o PDT, na Câmara dos Deputados, defendendo relação respeitosa entre os Poderes.
Foi eleito deputado federal em 2014, para a 55.ª legislatura (2015-2019). Votou a favor do Processo de impeachment de Dilma Rousseff. Já no Governo Michel Temer, votou a favor da PEC do Teto dos Gastos Públicos.

## Educação
Dr. Mário Heringer iniciou sua graduação em Medicina em 1976 e, em 1982, formou-se pela Universidade Federal de Juiz de Fora (UFJF). Nos anos de 1983 e 1984, Dr. Mário Heringer especializou-se em ortopedia no Hospital dos Servidores do Estado do Rio de Janeiro. Cursou pós-graduação em Fisiatria, especialidade que avalia e trata doentes em reabilitação. Também estudou Administração Hospitalar na Thomas Father do Brasil, além de MBA em Qualidade pela Griffo Enterprises. 
No Rio de Janeiro, foi Oficial Socorrista do Corpo de Bombeiros, diretor do Serviço de Traumatologia da Barra, diretor do Serviço de Traumatologia de Laranjeiras, chefe de serviço da Casa de Saúde São Bernardo, diretor-presidente da Casa de Saúde Santa Maria e diretor-secretário da Associação de Hospitais e Clínicas do Rio de Janeiro (AHCRJ). 

## Carreira política

### Deputado Federal
De volta a Minas Gerais, filiou-se em 2001 ao Partido Democrático Trabalhista (PDT), único partido do qual fez parte até hoje. No ano seguinte, aos 49 anos, elegeu-se deputado federal com 68.134 votos. 
Em outubro de 2006, foi reeleito, quando obteve 73.664 votos. 
Nas eleições de outubro de 2010, tentou a reeleição, porém, os 65.109 votos que obteve lhe renderam a suplência. Em fevereiro de 2013, retornou à Câmara dos Deputados na vaga de Zé Silva, titular que se licenciou do cargo para assumir uma Secretaria no governo de Minas Gerais. 
Em 2014, alcançou a eleição para seu quarto mandato como deputado federal, conquistando 90.738 votos. 
Em 2018, obteve um total de 89.046 votos, sendo eleito para exercer o cargo seu quinto mandato. 
Entre 2019 e 2021 ocupou a Segunda-Secretaria da Mesa Diretora da Câmara dos Deputados, responsável por organizar estágios na Casa Legislativa, realizar prêmios e emitir passaportes diplomáticos.
Em 2022, Mário Heringer anunciou que deixaria o cargo de presidente do PDT em Minas Gerais após Ciro Gomes, em entrevista para a CNN, acusar Miguel Correa, pré-candidato a governador do estado, de ter ficha suja. Ele afirma que apesar do mal estar entre os dois, seu voto irá para Ciro. Há um movimento dentro do partido para que Heringer permaneça.

#### “Cabeças do Congresso”
Em 2010, Dr. Mário Heringer figurou na lista dos “Cabeças do Congresso”, pesquisa do Departamento Intersindical de Assessoria Parlamentar (Diap).
Em seu perfil na publicação, destacam-se sua atuação em frentes parlamentares (Saúde, Defesa da Fruticultura Nacional) e relatorias em projetos na área da Saúde (PEC 431/201, que trata de recursos para assistência social; PLP396/2008, que dá o direito de renúncia à aposentadoria por tempo de contribuição, aposentadoria especial e aposentadoria por idade, sem prejuízo da contagem do tempo de contribuição que serviu de base para a concessão do mesmo benefício). O estudo do Diap de 2010 destaca que Dr. Mário Heringer é “parlamentar ativo, com forte articulação e influência nos trabalhos de bastidores”, “com bom trânsito no Congresso, destaca-se como articulador”. 

## Condecorações
- Medalha da Inconfidência – 2008[12][13]
- Medalha do Dia de Minas – 2012[14]
- Medalha Alferes Tiradentes – 2015[15]
- Título de Cidadania Honorária – Contagem – 2016[16]
- Medalha do Mérito de Itabira – 2017[17]
- Título de Cidadania Honorária – Araxá – 2017[18]
- Medalha do Mérito Muriaense – 2018[19]
- Diploma de Honra ao Mérito – Betim – 2018[20]
- Título de Cidadania Honorária – Pirapora – 2018[21]
- Título de Cidadania Honorária – Santo Dumont – 2018[22]
- Medalha José Alencar – Muriaé – 2018[23]
- Título de Cidadania Honorária – Cataguases – 2018[24]
- Medalha do Mérito Comendador Henrique Guilherme Fernando Halfeld – Juiz de Fora – 2024[25]
- Medalha de Mérito Pedro Ernesto – Rio de Janeiro – 2024[26]